# Црква Светог цара Константина и царице Јелене у Пожеги
Црква Светог цара Константина и царице Јелене у Пожеги припада Епархији жичкој Српске православне цркве.
Црква је подигнута 1933. године, од армираног бетона, по пројекту архиктекте руског емигранта Василија Акуросова. Живопис је радио Ђорђе Зографски са синовима Јованом и Милованом из Велеса. Иконе је сликао академски сликар Никола Ивковић из Новог Сада.